# Hypocreales

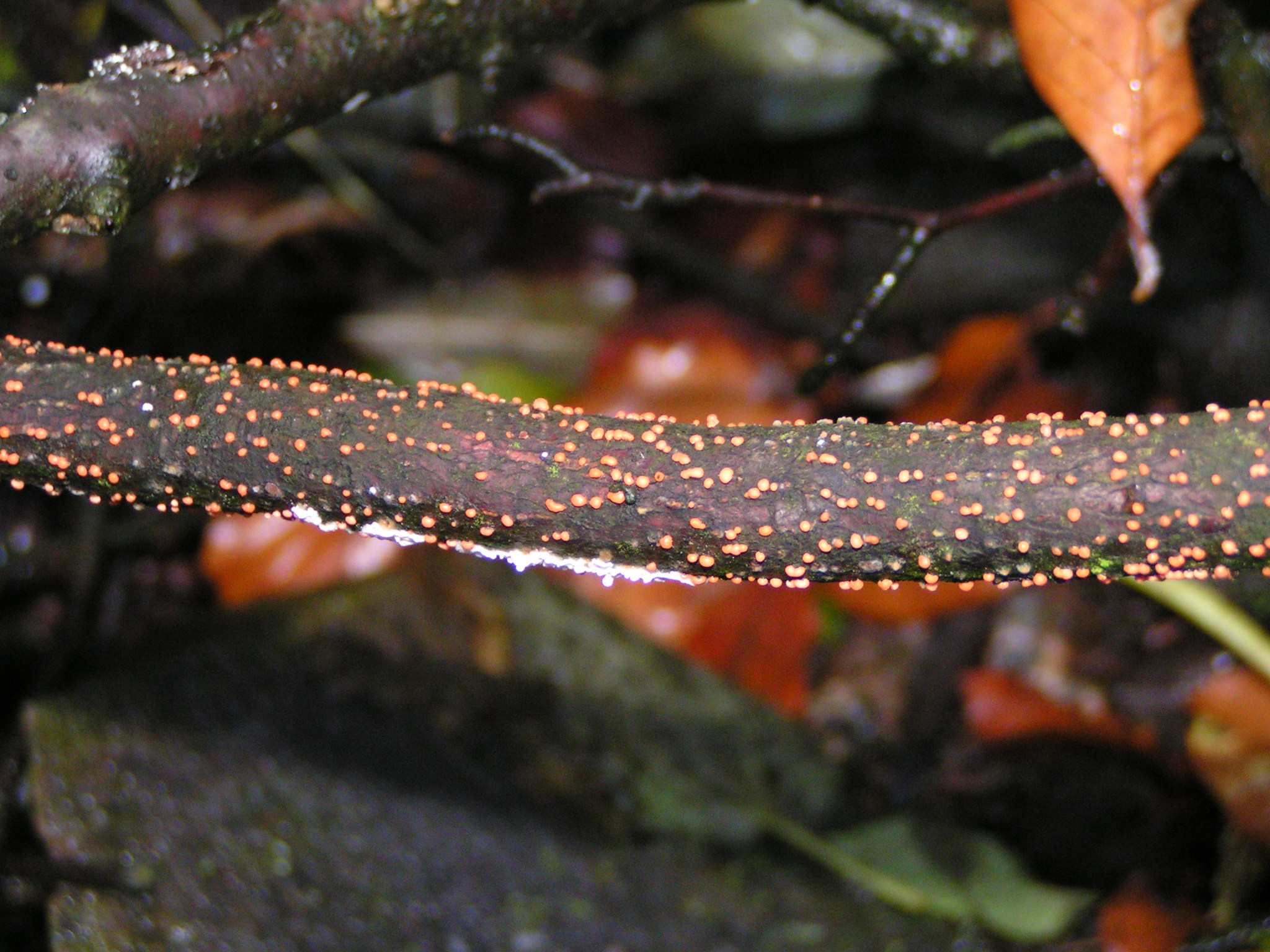
Corpos frutificantes de Nectria cinnabarina.

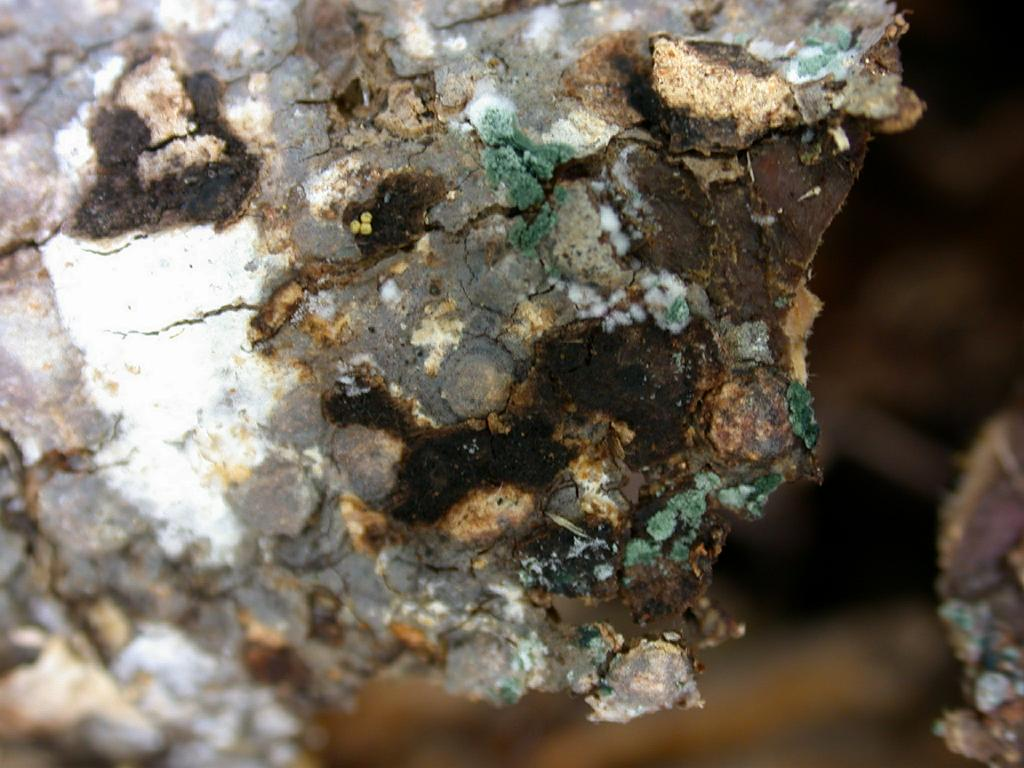
Colónia de Trichoderma.

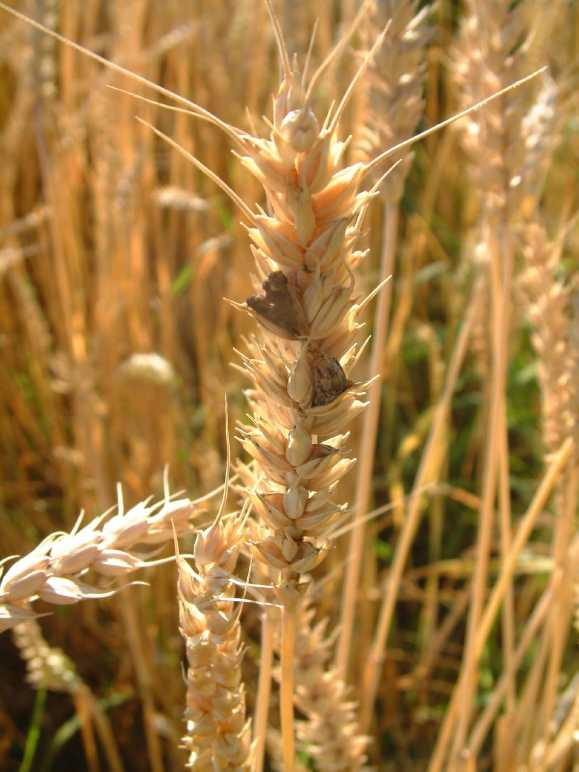
Espigas de trigo infestadas por Claviceps.

Hypocreales é uma ordem de fungos pertencente à classe Sordariomycetes, que inclui 7 famílias, 237 géneros e pelo menos 2647 espécies. Inclui diversos fungos que são micoparasitas patogenos em plantas e insectos e algumas espécies que causam infecções oportunísticas em animais, incluindo em humanos. A maioria são espécies endofíticas e saprobióticas.

## Descrição
As espécies incluídas na ordem Hypocreales são geralmente caracterizadas pela presença de corpos frutificantes de coloração brilhante, geralmente com estruturas produtoras de esporos na forma de peritécios ou ascomas. As colorações mais frequentes são o amarelo, o alaranjado e o vermelho.
Os corpos de frutificação mais comuns são peritécios de textura macia e cor brilhante e atraente. Os ascomas são unitunicados, formados entre as paráfises apicais, que muitas vezes se dissolvem na maturação. Os ascósporos são incolores, com uma morfologia que varia entre as formas arredondadas não septadas e as formas elipsoidais a filiformes com um ou vários septos.

## Sistemática
A ordem inclui as seguintes famílias (aqui apresentadas com alguns dos seus géneros e espécies mais representativos):
- Bionectriaceae com 26 géneros (as espécies atribuídas anteriormente ao grande género Nectria são geralmente de cor pálida; algumas espécies são utilizadas para o controle de patógenos em estufas):
- Clavicipitaceae (este taxon caracteriza-se por produzir uma vasta gama de moléculas com interesse farmacêutico):
  - Balansia
  - Claviceps
    - Claviceps purpurea

  - Epichloe
  - Hypocrella
  - Metarhizium
  - Torrubiella
- Cordycipitaceae
  - Cordyceps
    - Cordyceps militaris
- Ophiocordycipitaceae
  - Ophiocordyceps
    - Ophiocordyceps sinensis
    - Ophiocordyceps unilateralis
- Hypocreaceae com 14 géneros:
  - Hypocrea, anamorfo Trichoderma
  - Hypocreopsis
    - Hypocreopsis lichenoides
- Nectriaceae com 24 géneros (maioritariamente com peritécios alaranjados a vermelhos)
  - Gibberella
  - Neonectria
    - Neonectria radicicola
- Niessliaceae com 16 géneros.

## Géneros emincertae sedis
De acordo com a edição de 2007 de Outline of Ascomycota, os seguintes géneros de Hypocreales têm posicionamento taxonómico incerto (incertae sedis), e não foram incluídos em qualquer das famílias reconhecidas:
- Bulbithecium
- Emericellopsis
- †Entropezites[4]
- Hapsidospora
- Leucosphaerina
- Metadothella
- †Mycetophagites[4]
- Nigrosabulum
- Payosphaeria
- Peethambara
- Peloronectria
- Pseudomeliola
- Scopinella
- Ticonectria
- Tilakidium
- Ustilaginoidea